# Destin Destine
Destin Destine (* 1895; † unbekannt) war ein haitianischer Sportschütze.

## Erfolge
Destin Destine nahm an den Olympischen Spielen 1924 in Paris in zwei Wettbewerben teil. Mit dem Freien Gewehr belegte er im Einzel mit 86 Punkten im liegenden Anschlag über 600 m den zehnten Platz. In der Mannschaftskonkurrenz, die über die Distanzen 400 m, 600 m und 800 m ausgetragen wurde, kam er gemeinsam mit Astrel Rolland, Ludovic Augustin, Eloi Metullus und Ludovic Valborge auf 646 Punkte und gewann so hinter dem US-amerikanischen und dem französischen Team die Bronzemedaille. Dies war der erste Medaillengewinn in Haitis Olympiageschichte.